# Lehrprobe
Eine Lehrprobe oder Unterrichtsprobe ist die Demonstration einer Unterrichtsstunde durch einen Lehrer vor zur Bewertung berechtigten anderen Lehrern. Sie kann Teil der Ausbildung zum Lehrer oder Teil einer regulären oder Laufbahnbegutachtung durch den schulischen Vorgesetzten sein. Ein schriftlicher „Lehrprobenentwurf“ ist vorher vorzulegen, der die fachlichen Grundlagen sowie die didaktische und methodische Planung offenlegt.
Die meisten Lehrproben müssen im Lehramtsreferendariat gezeigt werden, um die Fähigkeiten zum Unterrichten in einer Lerngruppe an einer Schule unter Beweis zu stellen. Sie können reine Ausbildungslehrproben zur Übung bzw. Zwischenbewertung oder Prüfungslehrproben im Zweiten Staatsexamen sein. Auch für eine Beförderung müssen Lehrproben gezeigt werden.
Geprüft werden dabei die Unterrichtsvorbereitung und -durchführung des Lehrers. Relevant sind umfassend fachliche, pädagogische, didaktische und methodische Aspekte der gezeigten Unterrichtsstunde. Sie reichen von rein fachlichen Fehlern über die Fragestellungen und den Umgang mit nicht vorhergesehenen Situationen bis zur Gesprächsführung. Zentral ist dabei der beobachtbare Lernzuwachs der Schüler. Eine Lehrprobe dauert in der Regel eine Unterrichtsstunde von 45 Minuten. 
Den Abschluss der Lehrerausbildung bildet je eine Lehrprobe in den studierten Lehramtsfächern in Verbindung mit weiteren Prüfungsbestandteilen. Der Prüfungskommission gehören der Lehrerseminarleiter, die Fachleiter, der Schulleiter und eventuell weitere Vertreter der Schulbehörden an. Die Bestimmungen zum Zweiten Staatsexamen sind in den Bundesländern sehr unterschiedlich.
Kritisch wird zu Lehrproben angemerkt, dass sie in 45 Minuten Unterricht nicht das wirkliche Können eines Lehrers zeigen, sondern eher zu einer „Theaterschau“ werden können, in denen eine künstliche Situation geschaffen wird. Die Entwicklung neuer Lernformen und die Veränderung der Lehrerrolle zum reinen Arrangeur von Lernchancen werden zu wenig berücksichtigt.
Auch in anderen Lehrberufen wird vor der Einstellung oft eine Lehrprobe von Bewerbern gefordert. Lehrproben gibt es auch bei Laufbahnlehrgängen der Bundeswehr. Sie dienen dazu, Offiziere und Unteroffiziere an ihre Aufgaben als zukünftiger Ausbilder von Soldaten heranzuführen.